# 米拉讷
米拉讷（法語：Mirannes，法語發音：[miʁan]）是法国热尔省的一个市镇，属于欧什区。

## 地理
米拉讷（43°37'9"N, 0°22'56"E）面积7.89 平方千米，位于法国奧克西塔尼大區热尔省，该省份为法国西南部内陆省份，北起顺时针与洛特-加龙省、塔恩-加龙省、上加龙省、上比利牛斯省、大西洋比利牛斯省和朗德省接壤。
与米拉讷接壤的市镇（或旧市镇、城区）包括：巴朗、勒布鲁伊-蒙贝尔、利勒德诺埃、蒙泰斯基乌、里格珀、圣阿拉耶。

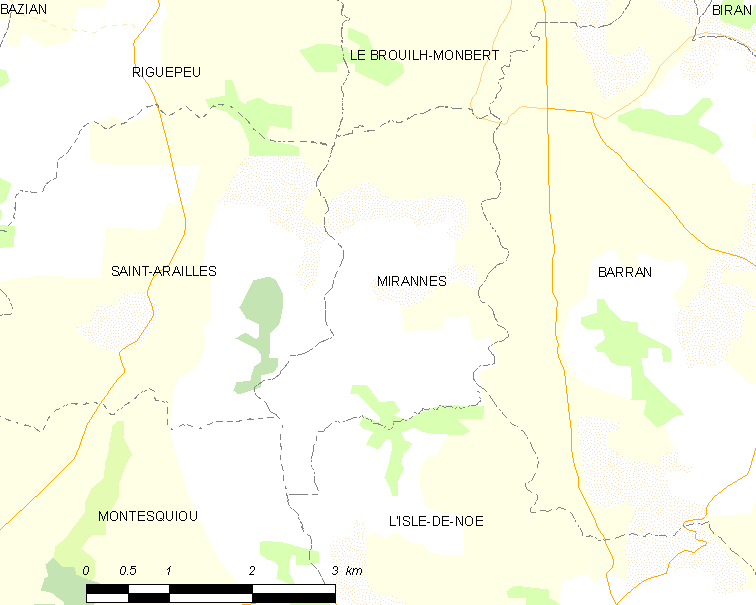
米拉讷的OSM定位图

米拉讷的时区为UTC+01:00、UTC+02:00（夏令时）。

## 行政
米拉讷的邮政编码为32350，INSEE市镇编码为32257。

## 政治
米拉讷所属的省级选区为弗藏萨克县。

## 人口

1962-2008年间米拉讷人口变化图示

米拉讷于2022年1月1日时的人口数量为64人。